# Genlisea repens
Genlisea repens là một loài thực vật có hoa thuộc chi Genlisea, là loài bản địa của Nam Mỹ.